# Andy Marinos
Andrew William Nicko Marinos (Salisbury, 13 novembre 1972) è un ex rugbista a 15 e dirigente sportivo zimbabwese naturalizzato sudafricano, internazionale di rugby a 15 per il Galles, il cui ruolo era tre quarti centro.
Ha indossato la maglia della Nazionale gallese per la prima volta il 2 febbraio 2002 a Dublino, contro l'Irlanda (54-10 per gli irlandesi).
Dal 2015 al 2021 ha ricoperto l'incarico di Presidente del SANZAR. Dal 2021 è nuovo CEO di Rugby Australia.